# Ексетер (аеропорт)
Аеропорт Ексетер (англ. Exeter International Airport) (IATA: EXT, ICAO: EGTE) — аеропорт, розташований за 6.4 км на схід від Ексетеру в графстві Девон, Англія.
Аеропорт обслуговує регулярні і чартерні рейси по Великій Британії, до Європи та Канади.
5 січня 2007 контрольний пакет аеропорту було продано  консорціуму, в який входить будівельна компанія та аеропорт Лондон-Сіті.
Ексетер має публічну ліцензію аеродрому (номер P759), яка дозволяє пасажироперевезення і навчання польотам.

## Авіалінії та напрямки

### Пасажирські
| Авіакомпанія           | Пункт призначення |
| ---------------------- | --- |
| Flybe                  | Аліканте, Амстердам, Белфаст-Сіті, Дублін, Единбург, Глазго, Гернсі, Джерсі, Лондон-Сіті, Малага, Манчестер, Ньюкасл, Норвіч, Париж-Шарль де Голль Сезонний: Бержерак, Шамбері, Фару, Женева, Пальма-де-Мальорка, Ренн                                                |
| Freebird Airlines      | Сезонний : Даламан |
| Isles of Scilly Skybus | Сезонний: Острови Сіллі |
| Ryanair                | Сезонний: Малага (з 3 квітня 2019), Мальта (з 2 квітня 2019), Неаполь (з 3 квітня 2019) |
| TUI Airways            | Лансароте, Тенерифе-Південний Сезонний: Анталія (з 23 травня 2019), Корфу, Фару, Гран-Канарія, Іракліон (з 7 травня 2019), Хургада (з 6 листопада 2019), Ібіца, Ларнака, Менорка, Пальма-де-Мальорка, Пафос, Родос, Закінф (з 6 травня 2019) Сезонний чартер: Шамбері |

### Вантажне
| Авіакомпанія | Пункт призначення |
| ------------ | ----------------- |
| Royal Mail   | Східний Мідландс  |